# Gueorgui Txitxerin
Gueorgui Vassilevitx Txitxerin (en rus: Георгий Васильевич Чичерин), 28 de novembre [C.J. 12 de novembre] de 1872 fins al 7 de juliol de 1936, va ser un polític revolucionari i ministre soviètic d'Afers exteriors de 1918 a 1930.
D'ascendència noble, esplèndid representant de la intel·lectualitat russa del segle xix, va treballar en la seva joventut en els arxius del Ministeri d'Afers exteriors rus. Contrari al règim tsarista, va cooperar primer amb els social-revolucionaris abans si es fes socialdemòcrata ja en l'exili. Bolxevic al començament de les disputes internes del Partit Obrer Socialdemòcrata Rus, en 1905, després del fracàs de la revolució va passar a militar amb els menxevics. Entre 1907 i 1914, com a secretari de l'Oficina Central a l'Estranger del POSDR, va demostrar ser un crític acerb de Lenin i els seus seguidors. Actiu en els moviments socialistes d'Europa occidental, va acabar desil·lusionat pel conservadorisme i moderació d'aquests i dels menxevics.
Es trobava a França quan va esclatar la Primera Guerra Mundial i, després de passar per Bèlgica on residia, va fugir gairebé immediatament a Gran Bretanya per a escapar de l'avanç alemany. Després d'un passatger suport contradictori a la guerra, va adoptar una posició clarament internacionalista, contrària al conflicte. Això li va portar a acostar-se de nou als bolxevics, que sostenien una actitud similar. Va passar la guerra fins a 1917 a Gran Bretanya, on va tractar de propagar l'internacionalisme antibelicista tant entre l'emigració russa al país com entre els socialistes britànics. Detingut pel Govern de Londres per les seves activitats contra la guerra, el nou Govern bolxevic sorgit de la Revolució d'Octubre va aconseguir el seu alliberament a la fi de 1917.
Va tornar a Rússia i va ser nomenat primer vicecomisario —viceministre— d'Afers exteriors i, poc després, comissari —ministre. Artífex de l'expansió de la Comissaria del Poble d'Afers Exteriors soviètica al llarg de la dècada de 1920, instrument de la defensa del sistema soviètic durant aquests anys, es va llaurar una excel·lent reputació com a diplomàtic entre els seus col·legues europeus. Va combinar amb habilitat els interessos tradicionals de Rússia com a gran potència amb la defensa del socialisme i del sistema soviètic; sense abandonar la meta de l'extensió del socialisme, va propugnar un sistema de relacions pacífiques amb les potències occidentals, al mateix temps que tractava d'evitar una aliança d'aquestes contra Rússia, enfrontant-les entre si. Va contribuir notablement al fiançament del govern soviètic durant el seu llarg període al capdavant de la comissaria, de 1918 a 1930. Malgrat no pertànyer al politburó del PCUS i de no decidir la política exterior de l'URSS, el seu estil va marcar aquesta al llarg de la dècada en la qual va encapçalar el ministeri. Des del començament del seu llarg període al capdavant del ministeri, va forjar una estreta relació de col·laboració amb Lenin, que li va permetre enfrontar-se a l'hostilitat d'alguns membres del partit.
Entre 1921 i 1924, va aconseguir que totes les grans potències —a excepció dels Estats Units— reconeguessin oficialment al Govern soviètic. Considerava a Alemanya clau per a la política exterior soviètica i va aconseguir el cim de la seva carrera diplomàtica en signar amb aquesta en 1922 el Tractat de Rapallo, que va posar fi a l'aïllament de l'URSS entre les potències i va garantir la neutralitat alemanya en cas de conflicte amb elles. Per a Chicherin, la separació d'Alemanya de la resta de potències afavoria la seguretat soviètica. Agosarat opositor de l'imperialisme britànic al qual considerava el principal enemic del govern soviètic, va tractar de minar el seu poder fomentant els moviments nacionalistes anticoloniales a Àsia, especialment després del fracàs de la revolució a Europa a partir de 1923. Suspicaç sobre les intencions dels vencedors de la Primera Guerra Mundial respecte a l'URSS, va preferir secundar-se a Alemanya i va rebutjar la Societat de Nacions, a la qual va oposar una política de tractats bilaterals de neutralitat i no agressió.
Va gaudir de major autonomia entre la mort de Lenin en 1924 i el triomf de Stalin en les disputes internes del partit comunista soviètic a final de la dècada de 1920. Apartat de la direcció efectiva de la política exterior del país des de 1928 tant per la seva malaltia com per les seves desavinences amb Stalin, aquest el va rellevar al capdavant de la comissaria en 1930. Malalt i retirat completament de la política, va morir a Moscou en 1936.

## Vida personal
Era solter i homosexual i algunes de les referències a la seva mala salut i visites de tractament a Alemanya eren en realitat referencies a la seva orientació sexual. Les seves relacions amb altres homosexuals, habituals abans del seu retorn a Rússia en 1918, van cessar gairebé per complet en prendre les regnes del Ministeri d'Afers exteriors. A partir de 1925, les autoritats soviètiques el van enviar a una sèrie de clíniques per tractar de curar la seva homosexualitat —considerada en aquells dies un trastorn—, en va.